# Paul Kirchhoff
Paul Kirchhoff (Halle, Gütersloh, Renania del Norte-Westfalia; 17 de agosto de 1900-Ciudad de México, 9 de diciembre de 1972)  fue un filósofo, etnólogo y antropólogo alemán, nacionalizado mexicano. Famoso por haber acuñado los conceptos de Mesoamérica, Aridoamérica y Oasisamérica.
Era hijo del arquitecto Richard Kirchhoff y tuvo a su esposa: Minna Wentrup de Kirchhoff. Paul Kirchhoff poseía un fuerte sentimiento de justicia social y era un ferviente defensor de la libertad del espíritu, sin importar el peligro o los prejuicios a los que se enfrentara por ese acto. 

## Primeros años
Después de perder a su padre a muy temprana edad, vivió su infancia con su madre, quien se encargó de su educación y economía. Era una "mujer de inquietudes políticas y sociales, amiga de la esposa del dirigente socialista alemán Karl Liebknecht, fusilado en 1919, admirado por Kirchhoff y de quien se dice recibió las influencias fundamentales que durante su juventud delinearon sus intereses sociopolíticos".

## Estudios y vida profesional
De 1907 a 1919, realizó sus primeros estudios en el Gymnasium de Berlín-Zehlendorf. 
De 1919 a 1926 estudió Filosofía y Letras en la Universidad de Berlín, especializándose en Etnología americana. Más tarde, cursó dos semestres de ciencias religiosas en la Universidad de Friburgo, donde se dice que Ernst Gross (Profesor en la Universidad Friedrich Wilhelm de Berlín) le reforzó el interés por la etnología. Por lo que se mudó a la Universidad de Leipzig, en ese entonces centro de la etnología alemana, donde fue discípulo de Fritz Krause.
1927: Con ayuda de Krause consiguió una beca de la Fundación Rockefeller, por lo que estudió un semestre en Inglaterra, en donde aprendió el idioma inglés. Para entonces ya había estudiado francés, latín y hebreo.
1927-1930: Viajó a Estados Unidos y estudió bajo la dirección del antropólogo y lingüista Edward Sapir. También estudió las formas gramaticales del pueblo navajo y las Lenguas atabascanas.
1928-1934: Fue profesor asistente en el Museo de Etnografía de Berlín (1928-1934) y en el del del ya desaparecido museo del Trocadero, París (1933-1934).
1931: Regresó a Alemania y se doctoró en Etnología con una tesis sobre la organización del parentesco de las tribus selvícolas de América del Sur. Trabajó como ayudante voluntario del etnólogo Konrad Theodor Preuss, director de la sección american del Museum für Völkerkunde de Berlín.
1937: Llegó a México, país a cuyo estudio dedicó gran parte del resto de sus días.
1938: Fue cofundador de la Escuela Nacional de Antropología e Historia, originalmente ligada al Instituto Politécnico Nacional (IPN), donde impartió cursos de Etnología hasta su muerte. 
1938-1939: Además de los cursos académicos, Kirchhoff organizó en su casa un seminario sobre marxismo para estudiantes del Departamento de Antropología del IPN. Entre los asistentes estuvo Ricardo Pozas Arciniega, quien fuera uno de sus más cercanos discípulos. Ahí estudiaban directamente textos de Marx y Engels, por ejemplo, “El origen de la familia, la propiedad privada y el Estado” y “El capital”, buscando aplicarlos a los estudios etnológicos.
1943: Definió el área cultural mesoamericana en su obra Mesoamérica, publicada ese mismo año
1952: Fue nombrado investigador de tiempo completo de la Sección de Antropología del Instituto de Investigaciones Históricas (UNAM), donde permaneció hasta su jubilación, 13 años después.
1953-1954ː Definió las áreas culturales de Aridoamérica y Oasisamérica.
1960-1962: Pasó su año sabático, en realidad año y medio, otorgado por la UNAM en el Instituto Frobenius en Fráncfort y en otras instituciones europeas. Consiguió que la Deutsche Forschungsgemeinschaft aportara los fondos para estudiar interdisciplinariamente la comarca de Puebla y Tlaxcala.
1962ː Regresó al Instituto de Investigaciones Históricas (UNAM), donde planteó su hipótesis de la relación de origen entre las culturas mesoamericanas y las asiáticas, en especial las de la India, perspectiva que le enfrentó con Alfonso Caso.
1963ː La presentación de la ponencia "The Adaptation of Foreign Religious Influences in Prehispanic Mexico”, en la reunión del International Council for Philosophy and Humanistic Studies, ahondó sus diferencias con Alfonso Caso.
1965ː Se jubiló en la UNAM. 
1971ː Fue invitado a dar un seminario en la Universidad Iberoamericana, cuyos contenido se plasmó en una publicación póstumaː Principios estructurales en el México antiguo, que salió a la luz en 1983.
1972ː Guillermo Bonfil Batalla, director del INAH, le encargó la reedición de la Historia Tolteca-Chichimeca, que Kirchhoff había escrito en 1958. Paul Kirchhoff falleció ese mismo año.

## Datos interesantes
- Kirchhoff quedó muy agradecido con su maestro Fritz Krause a quien le debe, según sus palabras, “lo mejor . . . que un profesor pueda darle a su discípulo: la aproximación a la formulación de nuevas interrogantes".[4]
- En marzo de 1930 viajó junto con el geógrafo Gottfried Pfeifer a la región de la tribu de los mayos, junto al curso inferior del Río Mayo en el norte de México.
- Salió de Alemania en 1936. Fue privado de su nacionalidad por su condición de judío. Llegó exiliado a México, donde adoptó la nacionalidad mexicana en 1941. Después de la segunda guerra mundial, visitó varias veces su país de origen, sin dejar de lado a su país de adopción.
- Entre 1961 y 1962 Paul Kirchhoff cooperó con el Instituto Frobenius en Fráncfort, nacido de su deseo de intensificar la colaboración científica entre su nueva y su antigua patria. Este proyecto ocurrió durante los años 1960 y 1970, donde se llevó a cabo la exploración arqueológica en el valle de Puebla. Según las propias palabras de Kirchhoff, su finalidad es "la clarificación de la interpretación histórica, propulsada por representantes de las más diversas ramas de la investigación, de los habitantes de esta región de Puebla-Tlaxcala, inclusive sus relaciones con esta comarca propiamente tal".
- Paul Kirchhoff falleció en 1972, siendo considerado uno de los más reconocidos antropólogos de México, dejando un legado de obras publicadas, así como trabajos inéditos, los cuales se encuentran en el Instituto de Antropología en Puebla.

## Mesoamérica

Tipografía de Mesoamérica

Su aportación más reconocida y utilizada es el concepto de Mesoamérica, que permite delimitar los estudios de carácter social y etnográfico de un área de Latinoamérica que abarca desde el centro de México hasta parte de Costa Rica.
En su ensayo Mesoamérica, sus límites geográficos, composición étnica y caracteres culturales, sentó las bases para el uso del concepto Mesoamérica, definiéndola como superárea sociocultural, delimitando un área geográfica y señalando las similitudes y diferencias de las culturas de los pueblos que la habitaban.

## Resumen de Mesoamérica, sus límites geográficos, composición étnica y caracteres culturales
En las clasificaciones geográficas de las culturas indígenas de América se distinguen principalmente dos tipos:
- El primero, o bien divide el Continente simplemente en Norte y Sudamérica, o intercala entre las dos partes una tercera: "México y Centroamérica" o “Middle America”. Se acepta como límite entre Norte y Sudamérica la línea divisoria biogeográfica que marca el río San Juan entre Nicaragua y Costa Rica. Otro caso sucede cuando en "México y Centroamérica" se incluye todo el territorio desde la frontera septentrional de la República Mexicana hasta la frontera oriental de Panamá.

Ambas divisiones y sus variantes tienen grandes inconvenientes cuando se usan para algo más que una simple localización geográfica de fenómenos culturales.
- El segundo tipo de clasificación geográfica agrupa las culturas indígenas americanas en cinco grandes zonas:

1.Los recolectores, cazadores y pescadores de Norteamérica.
2.Los cultivadores inferiores de Norteamérica.

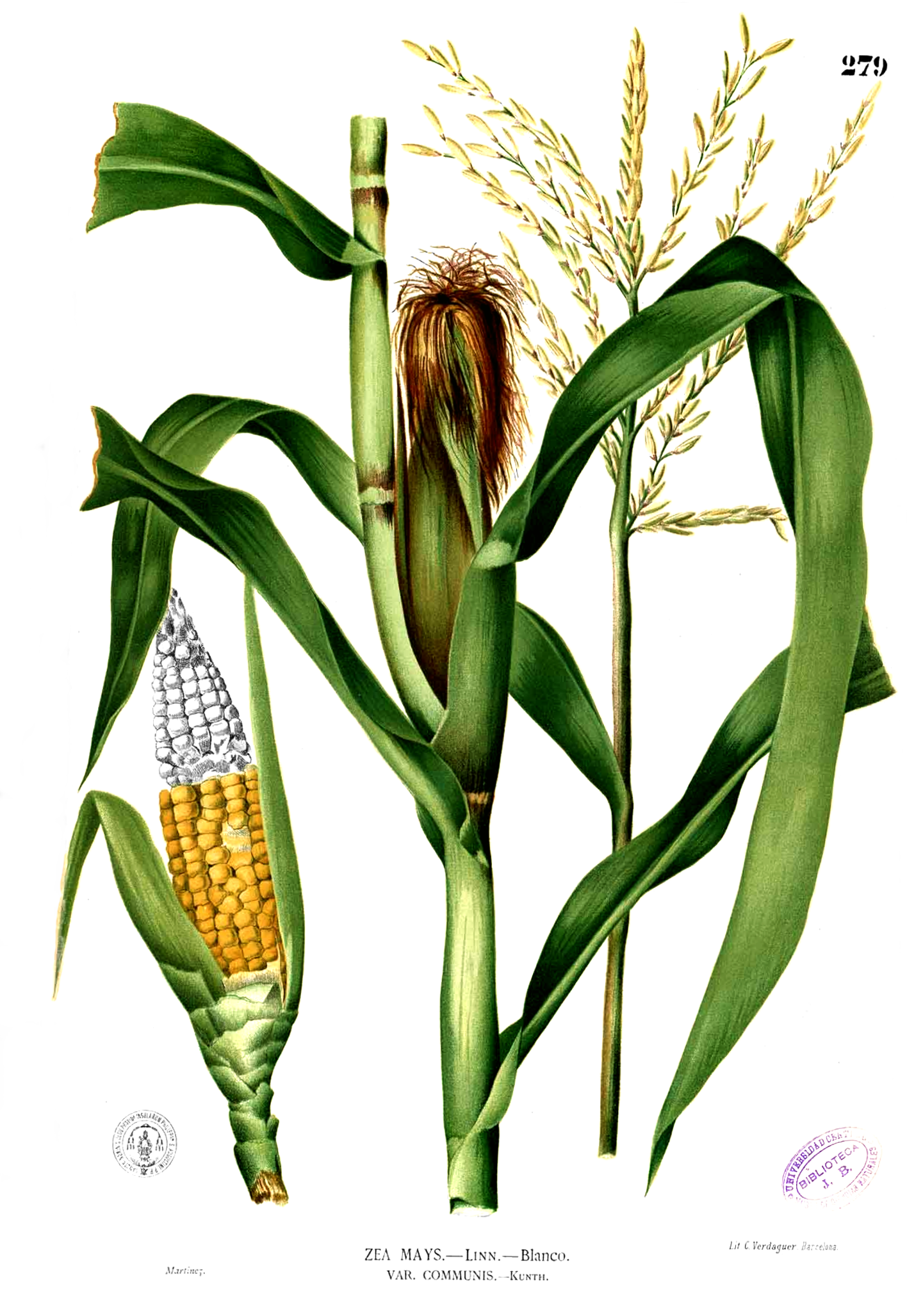
El maíz es un elemento importante para delimitar Mesoamérica

3.Los cultivadores superiores ("altas culturas").
4.Los cultivadores inferiores de Sudamérica.
5.Los recolectores y cazadores de Sudamérica.
Límites geográficos y composición étnica: Se puede afirmar que en el momento de la Conquista formaba parte de Mesoamérica, una serie de tribus que podemos agrupar en cinco divisiones: 
1. Tribus que hablan idiomas hasta ahora no clasificados, como tarascos, cuitlateca, lenca, etc.
2. Todas las tribus de las familias lingüísticas maya, zoque, totonaca y huave forman un grupo que podríamos llamar zoque-maya o macro-mayance. 
3. Todas las tribus, menos dos, de las familias otomí, chocho popoloca y mixteca, la familia chorotega-mangue y todas las tribus de las familias trique, zapoteca y chinanteca formando un grupo llamado macro-otomangue.
4. Todas las tribus de la familia nahua y una serie de otras tribus de filiación yuto-azteca, como los cora y los huichol, cuya agrupación en familias todavía no es definitiva.
5. Todas las tribus de las familias tlappaneca-subtiaba y tequisisteca que pertenecen al grupo hokano de Sapir.
Un análisis de esta composición étnica de Mesoamérica, en el momento de la Conquista, indica:
- De todas las familias lingüísticas que forman parte de Mesoamérica, sólo una, la otomí, tiene algunos miembros que no pertenecen a este conjunto cultural.
- Dos grupos lingüísticos formados por familias del macro-otomangue y del zoque-maya quedarían dentro de Mesoámerica.
- Tribus de estos dos grupos, y también de la familia nahua, llegan como resultado de migraciones, hasta los últimos límites geográficos de Mesoamérica, tanto en el Norte como en el Sur.

Caracteres culturales: En los estudios de distribución emprendidos por el Comité Internacional para el Estudio de Distribuciones Culturales en América, para esclarecer el problema de Mesoamérica, encontramos tres grandes grupos de distribución.
1. Elementos exclusiva o al menos típicamente mesoamericanos.
2. Elementos comunes a Mesoamérica y a otras superáreas culturales de América.
3. Elementos significativos por su ausencia en Mesoamérica.

## Obras
Artículos:
- “Matrimonio, Parentesco y Genealogía de las Tribus Indígenas de la Sudamérica Norteña No-Andina” (Heirat, Verwandtschaft und Sippe bei den Indianerstämmen des nördlichen nichtandinen Südamerika)  bajo el título de "La Organización Familiar de las Tribus Selváticas de Sudamérica” (Die Verwandtschaftsorganisation der Urwaldstämme Südamerikas) (1931).* "Verwandtschaftsbezeichnungen und Verwandtenheirat" (Denominaciones de Parentesco y Matrimonio entre Familiares) en la " Zeitschrift für Ethnologie" (Revista de Etnología) (1932).
- The adaptation of foreign religious influences in Prespanish Mexico (Revista Diógenesis) (1964)

Ensayos:
- “Mesoamérica, sus límites geográficos, composición étnica y caracteres culturales” (1943).

Libros:
- “Los tarascos y sus vecinos según las fuentes del siglo XVI” (1939).
- “Distribución geográfica de elementos culturales atribuidos a los olmecas de las tradiciones” (1942).
- “Relaciones entre el área de los recolectores cazadores del norte de México y las áreas circunvecinas” (1943).
- “Los recolectores cazadores en el norte de México” (1943).
- “Etnografía antigua” (1948).
- El Autor de la Segunda Parte de la Crónica Mexicayotl (1951).
- “The Principles of Clanship in Human Society” (1955).
- "La ruta de los tolteca-chichimecas entre Tula y Cholula" (1958).
- "Dos tipos de relaciones entre los pueblos en el México Antiguo" (1963).
- Principios estructurales en el México antiguo (Obra póstuma, 1983). Teresa Rojas Rabiela y Amelia Camacho editoras. México, Centro de Investigaciones y Estudios Superiores en Antropología Social.

Trabajos inéditos, conservados en el Instituto de Antropología de Pueblaː
- “El Valle poblano-tlaxcalteca” (1962)
- “Los grandes lineamientos de la historia tolteca” (1964)
- “Cholula, la ciudad comercial sagrada del México Antiguo” (ca. 1964)
- “La Cuatlalpan o Provincia de Itztocan” (s.f.)
- “El establecimiento de las siete tribus chichimecas en el territorio de los actuales estados de Puebla y Tlaxcala” (s.f.)
- “Die vorspanische Geschichte des gebietes Puebla-Tlaxcala und seiner Rolle in der Geschichte des Hochlandes von Mexiko” (s.f.).